# 김돈중
김돈중(金敦中, 1119년 ~ 1170년 음력 9월)은 고려의 문신, 내시이다. 본관은 경주이며, 김부식(金富軾)의 아들이다.

## 생애
예종 14년(1119) 김부식의 장남으로 태어났다.
인종 22년(1144) 5월 임자일 문과에 장원하여 관직에 올랐다. 내시(內侍)를 지냈다.
1144년 제석(除夕; 섣달 그믐)에 나례(儺禮; 역귀를 쫓는 의식) 때 각 관리들이 잡기(雜技)를 보일 때, 인종이 와서 구경하였다. 내시, 다방, 견룡 등이 서로 재주를 보이고 즐기던 중 내시 김돈중이 연소(年少)하나 기운이 날래어 촛불로써 정중부(鄭仲夫)의 수염을 태웠다. 수염이 불에 탄 정중부는 화를 내며 김돈중을 치고 욕하였다. 그러자 김부식은 노하여 왕께 아뢰고 정중부에게 매질을 가하게 했다. 이 일로 정중부와 무신의 원한을 사게 되었다
의종 때 전중시어사(殿中侍御史)가 되었으나 1151년 환관 정함(鄭函)을 합문지후(閤門祗候)에 임명하는 것을 반대하여 호부원외랑(戶部員外郎)으로 좌천되었다가 시랑에 옮겨졌다.
그 뒤 김부식이 세운 관란사(觀瀾寺)를 중수하여 아우인 김돈시(金敦時)와 함께 왕의 복을 비는 절로 삼음으로써 의종의 환심을 샀다.
1167년(의종 21) 좌승선(左承宣)이 되었는데, 정월 계축일 의종이 봉은사(奉恩寺)에서 연등행사를 마치고 환궁할 때 김돈중의 말이 놀라 한 군사의 화살통에 부딪쳤는데 하필 화살이 의종의 수레에 떨어지고 의종의 암살시도로 오해받는 사건이 발생하였다. 그러나 김돈중은 자신의 실수를 말하지 않았고 그 결과 의종암살 미수사건으로 사건이 악화되어 종 나언(羅彦)이 억울하게 사형당하는데(유시사건(流矢事件)) 이때 의종의 호위 군인들이 호위 실수를 이유로 죄없이 귀양가게 되어 무신들은 김돈중에게 더욱 원한을 품게 되었다.
1170년 보현원에서 무신들이 정변을 일으켜 문신들을 제거할 때 감악산으로 도망쳐 숨었으나 자신의 종자의 밀고로 동생 김돈시와 함께 붙잡혀 처형되었다. 후에 목과 사지가 절단된 채 저자거리에 매달렸다. 이미 사망한 아버지 김부식의 시신도 부관참시를 당한다.

## 가계
- 부 : 김부식(金富軾, 1075~1151)
  - 김돈중
    - 자 : 김군수(金君綏)

  - 제 : 김돈시(金敦時)

## 김돈중이 등장한 작품
- 《무인시대》 KBS 드라마, 2003년~2004년, 배우 : 박영지

## 같이 보기
- 정중부
- 무신정변